# Суперкубок Йорданії з футболу 2024
Суперкубок Йорданії з футболу 2024  — 41-й розіграш турніру. Матчі відбулись 2 і 6 лютого 2025 року між чемпіоном Йорданії клубом Аль-Гуссейн та володарем кубка Йорданії клубом Аль-Вахдат.
| Володар Суперкубка Йорданії 2024 |
| -------------------------------- |
|                                  |
| Аль-Гуссейн Другий титул         |

## Деталі

### Перший матч
| 2 лютого 2025 18:00 (EEST) |

| Аль-Вахдат              | 1:3 | Аль-Гуссейн                                                   |
| ----------------------- | --- | ------------------------------------------------------------- |
| Юсеф Абу Аль-Джазар 32' |     | Адхам Аль-Кураїші 34' Маджі Аль-Аттар 54' Резік Бані Хані 64' |

| Король Абдалла II, Амман Арбітр: Марван Аль-Ісмаїл |

### Повторний матч
| 6 лютого 2025 17:00 (EEST) |

| Аль-Гуссейн | 0:0 | Аль-Вахдат |
| ----------- | --- | ---------- |
|             |     |            |

| Аль-Хассан, Ірбід Арбітр: Ахмад Якуб |